# Meganium
Meganium (japanski: メガニウム Meganiumu) jedan je od 1025 fiktivnih vrsta Pokémona iz medijske franšize Pokémon, skupa Pokémon videoigara, animiranih serija, manga stripova, knjiga, igraćih karata i drugih medija kojima je tvorac Satoshi Tajiri. Svrha je Meganiuma u videoigrama, animiranoj seriji i manga stripovima, kao i svrha ostalih Pokémona, borba s divljim Pokémonima – neukroćenim stvorenjima koje igrači i likovi pronalaze dok kreću na razne avanture – i pripitomljenim Pokémonima drugih Pokémon trenera.

## Etimologijaimena
Meganiumovo je ime kombinacija dviju riječi: mega-, što sugerira na njegovu veliku snagu i veličinu, i geranium, što pokazuje da je Pokémon Travnatog tipa, te da je jedan od onih Pokémona koji imaju biljku na svome tijelu (npr. Venusaur, Ivysaur, Roselia…)
Njegovo je francusko ime Meganium. Njegovo je njemačko ime Meganie. Njegovo japansko ime, Meganium, jedno je od malobrojnih primjera Pokémon imena koji se potpuno temelje na engleskim korijenima (premda je sam korijen mega iz grčkoga jezika), te se koriste kako u japanskom, tako i u engleskom jeziku.

## Pokédex podaci
- Pokémon Gold: Miris koji odaju latice oko vrata ovog Pokémona sadrži snažnu tvar koja smiruje negativne osjećaje.
- Pokémon Silver: Meganiumov dah ima moć oživljavanja odumrlih biljaka i trava, čineći ih trenutno zdravima.
- Pokémon Crystal: Svatko tko se nađe u njegovoj neposrednoj blizini osjećat će se osvježeno, kao da se upravo opušta u osunčanoj šumi.
- Pokémon Ruby/Sapphire: Miris latica na Meganiumovom vratu umiruje osjećaje. Tijekom borbe, ovaj Pokémon pojačava otpuštanje ovog mirisa kako bi pomutio protivnikov borbeni duh.
- Pokémon Emerald: Miris latica na Meganiumovom vratu umiruje osjećaje. Tijekom borbe, ovaj Pokémon pojačava otpuštanje ovog mirisa kako bi pomutio protivnikov borbeni duh.
- Pokémon FireRed: Meganiumov dah ima moć oživljavanja odumrlih biljaka i trava, čineći ih trenutno zdravima.
- Pokémon LeafGreen: Miris koji odaju latice oko vrata ovog Pokémona sadrži snažnu tvar koja smiruje negativne osjećaje.
- Pokémon Diamond/Pearl: Dah ovog Pokémona posjeduje nevjerojatnu moć oživljavanja odumrlih biljaka i cvijeća.

## U videoigrama
Meganium je neprisutan u divljini unutar svih Pokémon videoigara. Jedini način dobivanja Meganiuma jest razvijanje Bayleefa nakon dostizanja 32. razine. Bayleef se zauzvrat razvija iz Chikorite, jednog od ponuđenih početnih Pokémona unutar igara Pokémon Gold i Silver te njihovih preinaka, Pokémon HeartGold i SoulSilver.

## Tehnike
| Prirodne tehnike             | Prirodne tehnike | Prirodne tehnike |
| ---------------------------- | ---------------- | ---------------- |
| Tehnika                      | Vrsta tehnike    | Razina           |
| Obaranje (Tackle)            | Normalni         |                  |
| Režanje (Growl)              | Normalni         |                  |
| Oštrica lista (Razor Leaf)   | Travnati         |                  |
| Otrovni prah (PoisonPowder)  | Otrovni          |                  |
| Sinteza (Synthesis)          | Travnati         |                  |
| Odbijanje (Reflect)          | Psihički         |                  |
| Čarobni list (Magical Leaf)  | Travnati         |                  |
| Dar prirode (Natural Gift)   | Normalni         |                  |
| Ples latica (Petal Dance)    | Travnati         | 32               |
| Slatki miris (Sweet Scent)   | Normalni         | 34               |
| Lagani zaslon (Light Screen) | Psihički         | 40               |
| Tresak tijelom (Body Slam)   | Normalni         | 46               |
| Tjelesni čuvar (Safeguard)   | Normalni         | 54               |
| Aromaterapija (Aromatherapy) | Travnati         | 60               |
| Sunčeva zraka (SolarBeam)    | Travnati         | 66               |

## Statistike
| HP:      | 80  |  |
| Attack:  | 82  |  |
| Defense: | 100 |  |
| SpAtk:   | 83  |  |
| SpDef:   | 100 |  |
| Speed:   | 80  |  |

Statistika Special korištena je samo tijekom prve generacije; kasnije je podijeljenja na Special Attack i Special Defense statistike.

## U animiranoj seriji
U animiranoj seriji, Meganiuma posjeduju dva lika: Casey i Jackson. Nakon što su se pojavili u epizodama Johto Lige, oba se trenera pojavljuju u Pokémon Kronikama.
Na početku Johto sage, Casey započinje svoje putovanje s Chikoritom. Ona kasnije evoluira u Bayleefa, a zatim u Meganiuma.
Kada je Ash sudjelovao u natjecanju Johto lige na konferenciji za trenere, Meganium je bio jedan od Pokémona koje je Jackson koristi u borbi protiv Asha. Nakon što Jacksonov Shiny Magneton onesvijesti Ashova Pikachua i Cyndaquila, Ash je odabrao Bulbasaura, na kojeg je Magneton bio neučinkovit i kojega je Bulbasaur ubrzo onesvijestio. Jackson je upotrijebio Meganiuma i trener koji bi dobio bitku između Bulbasaura i Meganiuma bio bi pobjednik. Iako je borba prethodila Ashovoj pobjedi (dobio je 4 boda koja su bila nužna za daljnje natjecanje), ishod te borbe bio je neodlučen: oba su Pokémona nanijela tešku štetu jedan drugome i onesvijestila su se u isto vrijeme.